# Slaget vid Cambrai
Slaget vid Cambrai ägde rum mellan den 20 november och 4 december 1917 på västfronten under första världskriget. Under slaget kom stridsvagnar till användning i större mängd för första gången. Det ledde till ett brittiskt genombrott av de tyska linjerna, men brittisk oförmåga att föra fram förstärkningar gav den tyska armén möjlighet att återställa läget.

## Planerna
Efter Sir Douglas Haigs kostsamma offensiv i Flandern (Tredje slaget vid Ypres), ville de brittiska generalerna vinna en seger under 1917 för att höja den stagnerande moralen. Stridsvagnskåren föreslog ett anfall en masse mot staden Cambrai i Artois, där marken lämpade sig för stridsvagnarna. Haig gick efter en del tvekan med på detta, och denna offensiv förstärktes med nyligen lösgjorda förstärkningar från Flandern. Även om tyskarna blev informerade om en förestående offensiv så tog de inte dessa varningar på allvar och de blev därför totalt överraskade av britternas anfall den 20 november.

## Slaget
Brittiska tredje armén samlade ihop 378 stridsvagnar, 1 003 kanoner och granatkastare och 6 infanteridivisioner, vilka på anfallets första dag lätt bröt igenom de av sju underbemannade tyska divisioner hållna linjerna framför Cambrai. De tyska försvararna blev skräckslagna av stridsvagnarna eftersom deras kulor bara studsade mot pansarplåten, medan stridsvagnarna krossade taggtråden under sina larvfötter och beströk de tyska försvararna med kulsprute- och granateld. På kvällen hade britterna avancerat 8 km, en enastående bedrift med tidens mått mätt, och tagit 4 211 fångar och över hundra kanoner som byte. I England ringde kyrkklockorna för att fira den största brittiska segern under kriget.
Även om britterna lyckats över förväntan så hade de misslyckats med att inta byn Flesquières, halvvägs till Cambrai. De lyckades inta byn dagen efter, men samma dag led de stora förluster när de tog byarna Cantaing, Anneux och Fontaine. Förlusterna i stridsvagnar var också kraftiga; den 23:e var bara 92 fortfarande operativa. Den 22:a återtog tyskarna Fontaine, och trots upprepade brittiska anfall så lyckades tyskarna hålla byn. Britterna intog Bourlon-skogen den 23:e men tvingades snart uppge den. Den 30 november gick tyskarna till allmän motoffensiv, och 4 december hade britterna förlorat alla sina erövringar utom Flesquières.

## Förlusterna
Slaget var en stor besvikelse för britterna och kostade dem nästan alla tillgängliga stridsvagnar och cirka 45 000 man. De tyska förlusterna var ungefär lika stora.